# Théophile-Malo de La Tour d'Auvergne-Corret
Théophile-Malo de La Tour d'Auvergne-Corret (Carhaix-Plouguer, 23 novembre 1743 – Oberhausen, 27 giugno 1800) è stato un militare e storico francese, noto per essere stato uno dei primi riscopritori dei Celti.

## Biografia
Questo personaggio, soldato ed intellettuale, rispolvererà il mito degli eroi celti dell'antichità, sottraendoli all'oblio. Nel 1756, La Tour d'Auvergne-Corret (nato in un ramo illegittimo del Casato di La Tour d'Auvergne, sovrano del Ducato di Bouillon, in quanto discendente di un figlio illegittimo di Henri de La Tour d'Auvergne, visconte di Turenne, maresciallo di Francia di Luigi XIV) intraprende brillanti studi a Quimper, prima di arruolarsi nel 1767, nel reggimento dei Moschettieri del Re. Nel 1781 viene ingaggiato dal corpo di Volontari della Catalogna, per lottare contro gli inglesi. Termina la prima fase della sua carriera militare con il grado di capitano, ritornando nel 1784 a Carhaix, dove soggiornerà fino allo scoppio della Rivoluzione francese. Contrariamente alla maggior parte degli ufficiali di nobili origini, egli si rifiuta di emigrare, sposando la causa della Repubblica. Di fatto darà prova di bravura sui diversi fronti, dalle Alpi ai Pirenei. Nel 1794 si congeda meritatamente, lasciando Bordeaux via mare, per far rientro alla sua natia Bretagna. Ma il naviglio viene catturato ed egli passerà qualche mese in Cornovaglia, dove avrà modo di apprendere la lingua locale, molto simile al bretone antico. Liberato, si arruola nuovamente nel 1797 come soldato semplice, per prendere il posto del figlio più giovane del suo amico Le Brigant, altro famoso celtomane come lui. Nel 1800, il Console Bonaparte lo proclama “Primo Granatiere dell'Armata Repubblicana”. Caduto sul campo qualche tempo dopo, vittima di un combattimento in Baviera, le sue spoglie verranno inumate nel Pantheon a Parigi.
Oltre che per i suoi brillanti fatti d'arme, viene unanimemente ricordato per essere stato uno dei primi riscopritori dei Celti. Come il suo amico Le Brigant, egli considerava la lingua celtica come lingua originale dell'umanità. Egli intendeva dimostrare che le parole di tutte le lingue parlate nel mondo potevano avere un'etimologia celtica. Al momento della sua morte egli stava lavorando alla redazione di un dizionario comparativo, mettendo a confronto parole di quarantadue lingue differenti. Egli non ci ha lasciato che una sola opera: Origines gauloises, pubblicato nel 1792 a Bayonne. Una dozzina d'anni dopo, allorché Napoleone I creerà l'Accademia Celtica, La Tour d'Auvergne verrà proclamato presidente ad-honorem.